# Bürgerturm (Mellrichstadt)

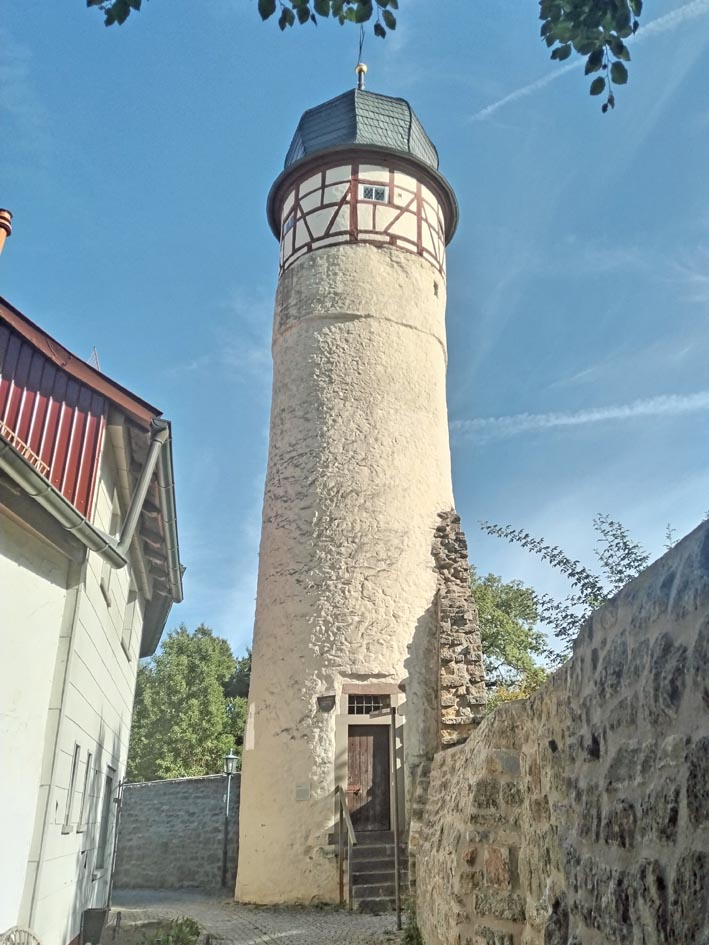
Der Bürgerturm von Mellrichstadt

Der Bürgerturm von Mellrichstadt zählt zu den bekanntesten Baudenkmalen der Stadt. Er existiert in unterschiedlichen Bauentwicklungen seit dem 14. Jahrhundert. Seinen Namen erhielt er von der Tatsache, dass dort Bürger einsaßen, denen Strafen in Form von Erzwingungshaft auferlegt waren. Nach einer Verordnung von 1619 sollten solche Bürger nicht in den vermutlich schlimmeren „Malefizturm“ gebracht werden. Er ist der nordöstlichste Punkt der Stadtbefestigung. 1713 erfolgte der Bau einer Fachwerkkonstruktion für bessere Räumlichkeiten. Der eigentliche Eingang zum Turm lag einige Meter über dem Niveau des umgebenden Erdbodens. 1985 wurde der Turm umfassend saniert.